# Minoa aterrima
Minoa aterrima är en fjärilsart som beskrevs av Otto Staudinger 1914. Minoa aterrima ingår i släktet Minoa och familjen mätare. Inga underarter finns listade i Catalogue of Life.